# 三菱・レーシングランサー
三菱・レーシングランサー (英語: Racing Lancer) は、三菱自動車がダカール・ラリー参戦を目的に開発したクロスカントリーラリーカーである。

## 概要
1983年よりパジェロでダカール・ラリーをはじめとするクロスカントリーラリー競技に参戦してきた三菱は、2008年のダカール・ラリー参戦体制発表の場で2009年よりクリーンディーゼルを搭載した新型車両で参戦することを明かし、2008年7月に「レーシングランサー」を公開した。背景にはレギュレーション上有利なディーゼルエンジンを採用する競合の性能向上に、ガソリンエンジンで対抗することが難しくなっていること。パジェロの販促として始まったダカール・ラリー参戦が、CI活動に変化していたことがある。
車両開発は2007年8月に開始され、2008年6月に1号車が完成した。その後フランス、スペイン、モロッコでのテストを経て、2008年10月のFIA インターナショナルカップ・クロスカントリーバハ 第6戦 バハ・ポルトガルで実戦投入、続いて2009年のダカール・ラリーに参戦した。ダカール・ラリー終了後、三菱はワークス活動の終了を決定した。
ワークス活動終了後はプライベーターに放出され、ガソリンエンジンに戻されたり、外観を変えたりしながら用いられた。

## メカニズム
FIA グループT1に準拠したプロトタイプで、マルチチューブラーフレーム、フロントミッドシップエンジン、ダブルウィッシュボーン式サスペンション、4輪駆動システムといった基本構成はパジェロエボリューションから踏襲する。
外装はCFRP製でランサースポーツバックをモチーフにし、空力性能を向上している。ルーフ上にはルーフ幅いっぱいに確保された大型のエアインテークを備え、リアハッチ内に設置されたインタークーラーに冷却風を導入する。
スチール製マルチチューブラーフレームのシャシーは新規に設計しなおされた。2010年施行の規定変更に対応してパイプを大径化し、ホイールベースをパジェロエボリューションより125 mm延長している。ホールベースの延長によって生じたスペースを利用して床下燃料タンクの搭載位置を低下させ、スペアタイアの搭載位置を中央に寄せることで低重心化とマスの集中化をさらに推し進めた。ディーゼル化による燃費向上により燃料タンクの容量をパジェロエボリューションより10%減らしている。
搭載するターボディーゼルエンジンの開発にあたって、ベースに適当な量産ディーゼルエンジンを持っていなかった三菱は6G7ガソリンエンジンをディーゼルエンジン化するという手法を採っている。開発は2006年4月に開始し、当初は2008年のダカール・ラリーに投入する予定で進められた。2007年6月からパジェロエボリューションに搭載して走行テストが行われ、2008年に入るとダカール・シリーズなどに同エンジンを搭載したパジェロエボリューション (MPR14) を投入し実戦テストを行った。過給機は三菱重工製の大小2つのタービンを組み合わせた2ステージターボを2組搭載してツインターボを構成する。燃料は非食品植物性物質由来のバイオ燃料を混合しており、環境への配慮も謳う。
|                      | 6G7 DI-D        | 6G7 (MPR13, 2008年) |
| -------------------- | --------------- | ------------------- |
| ボア×ストローク (mm) | 91.1 × 76.6     | 96.5 × 91.1         |
| 排気量 (cc)          | 2,996           | 3,998               |
| リストリクタ径 (mm)  | ⌀38             | ⌀31                 |
| 最大トルク (N·m)     | ≥650            | 412                 |
| 最高出力 (kW)        | ≥206            | 188                 |
| 圧縮比               | 15.0            | 10.5                |
| 過給                 | 2ステージターボ | 自然吸気            |

## 戦績

### 2008年

#### FIAインターナショナルカップ・クロスカントリーバハ
| イベント         | ドライバー               | コ・ドライバー         | SS順位 | SS順位 | SS順位 | SS順位 | 総合順位 |
| イベント         | ドライバー               | コ・ドライバー         | 1      | 2      | 3      | 4      | 総合順位 |
| ---------------- | ------------------------ | ---------------------- | ------ | ------ | ------ | ------ | -------- |
| バハ・ポルトガル | ステファン・ペテランセル | ジャン・ポール・コトレ | 7      | 1      | 1      | 2      | 1        |

### 2009年

#### ダカール・ラリー
三菱は4台のレーシングランサーを投入。第1ステージで増岡がエンジンプーリーを固定しているボルトの折損を起因としてエンジンを損傷し、修復できずリタイア。第6ステージでアルファンがコ・ドライバーの体調不良によってリタイア。第7ステージでペテランセルがエンジントラブルでリタイアし、ロマだけが総合10位で完走、8連勝・通算13勝の連勝・通算優勝記録更新は成らなかった。ステージベストは第13ステージの1回だった。
ダカール終了後の3月、かねてより三菱のクロスカントリー車を欲しがっていた、27歳のニコラ・ミスリン率いるフランスの企業エリグループ社が、三菱のクロスカントリーラリーチームを運営していたMMSP SASを買収し、彼の所有していたJMBストラダーレ名義で参戦を継続。ラリーレイド競技者でもあるミスリンはジャン＝ミシェル・ポラトをナビとして自らレーシングランサーのステアリングを握り、バハ・アラゴンで4位となった。同年11月に正式にMMSPのワークショップを引き継いだ。
| ドライバー               | コ・ドライバー           | ステージ順位 | ステージ順位 | ステージ順位 | ステージ順位 | ステージ順位 | ステージ順位 | ステージ順位 | ステージ順位 | ステージ順位 | ステージ順位 | ステージ順位 | ステージ順位 | ステージ順位 | ステージ順位 | 総合順位 |
| ドライバー               | コ・ドライバー           | 1            | 2            | 3            | 4            | 5            | 6            | 7            | 8            | 9            | 10           | 11           | 12           | 13           | 14           | 総合順位 |
| ------------------------ | ------------------------ | ------------ | ------------ | ------------ | ------------ | ------------ | ------------ | ------------ | ------------ | ------------ | ------------ | ------------ | ------------ | ------------ | ------------ | -------- |
| 増岡浩                   | パスカル・メモン         | リタイア     | リタイア     | リタイア     | リタイア     | リタイア     | リタイア     | リタイア     | リタイア     | リタイア     | リタイア     | リタイア     | リタイア     | リタイア     | リタイア     | リタイア |
| ステファン・ペテランセル | ジャン・ポール・コトレ   | 6            | 2            | 5            | 8            | 9            | 4            | リタイア     | リタイア     | リタイア     | リタイア     | リタイア     | リタイア     | リタイア     | リタイア     | リタイア |
| リュック・アルファン     | ジル・ピカール           | 5            | 5            | 15           | 3            | 6            | リタイア     | リタイア     | リタイア     | リタイア     | リタイア     | リタイア     | リタイア     | リタイア     | リタイア     | リタイア |
| ホアン・ナニ・ロマ       | ルーカス・センラ・クルス | 8            | 4            | 8            | 5            | 7            | 5            | 4            | 4            | 7            | 5            | CAN          | 40           | 1            | 4            | 10       |

### 2010年
JMBはダカールに、ミスリン含む5台のレーシングランサーを参戦させた。コストの問題からディーゼルターボは使用せず、ガソリンエンジン（パジェロエボリューションの4リッターV6）に換装した。カルロス・スーザの総合6位（ガソリン四輪駆動車クラス1位）を最高位として全車が完走した。
同年のクロスカントリー・バハ・ワールドカップでは2.0リッターガソリンターボエンジンに換装して参戦し、ハイル・バハではヤジード・アル＝ラジ（ナビはマシュー・ボウメル）が優勝して一時首位に立った。

### 2011年
JMBストラダーレはプライベーターとしては十分な実績を残す一方、財政難による解雇や契約不履行による自主退職、土地代や部品代の未払いが相次ぎ、ナニ・ロマも契約を拒否。ミスリンは頑として財政難を隠し通そうとするが、2010年10月には活動停止状態に陥った。そして2011年6月に破産申請を行った。
レーシングランサーはペトロブラスが支援するブラジル三菱の手に渡り、MIVECのガソリン4リッターV6エンジンを搭載して参戦。グィリアム・スピネッリが総合9位（ガソリン四輪駆動車クラス2位）で完走を果たした。彼は前年もJMBのレーシングランサーで10位フィニッシュしており、ブラジル人として初めて2年連続総合トップ10入りを果たしたドライバーとなった。

### 2012年
前年に続きブラジル三菱も参戦する一方で、オランダのプライベーターであるリワルド・ダカールチームがウィバース・スポーツとの提携により、レーシングランサーを3台揃えて参戦。エンジンはブラジル三菱と同様4リッター6気筒。この年ダカール初参戦のベルナルド・テン・ブリンケ（ナビはマシュー・ボウメル）が、総合8位（ガソリン四輪駆動車クラス3位）で完走した。

### 2013年以降

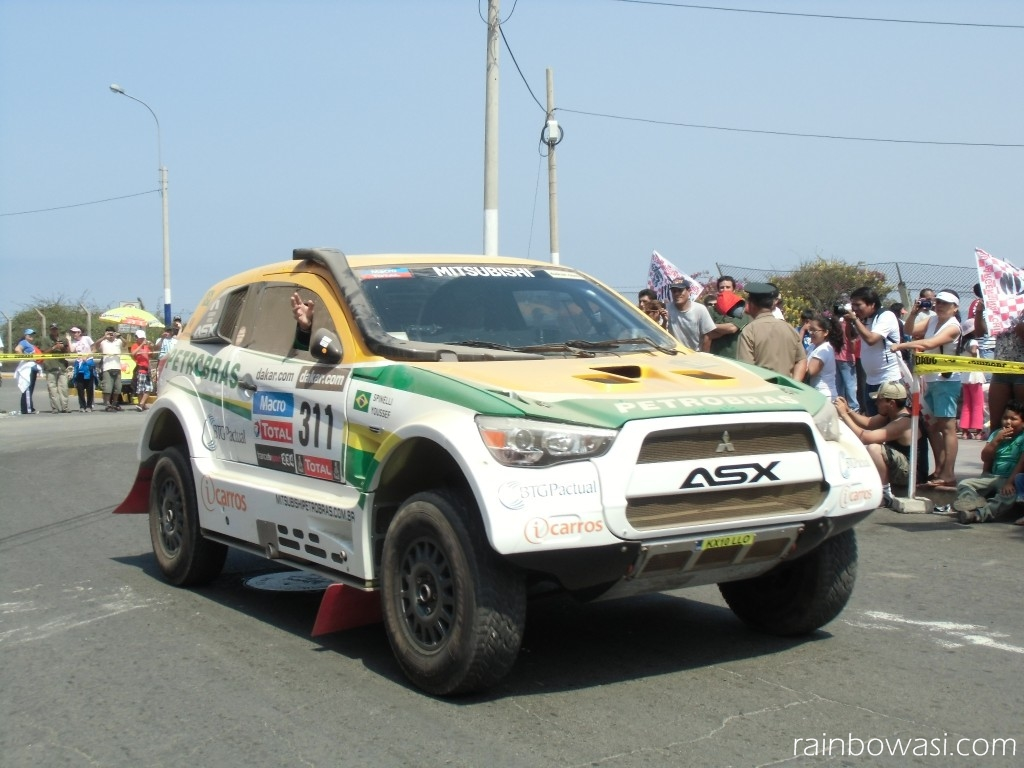
2013年ブラジル三菱のASX

リワルドはレーシングランサーをベースにフォード・HRXへと外観を変更し、フォード製V8エンジンを搭載して参戦した。このマシンは後に中国資本によって復活したボルクヴァルトがダカールへ参戦する際のベース車両にもなった。
ブラジル三菱もレーシングランサーを流用し、クロスオーバーSUVの三菱・ASXへマシンを変更した。高地に対応するためエンジンの出力アップの必要に迫られたが、三菱の市販車には適当なものが無かったため、アストンマーティン製のV8エンジンを搭載した。